# Stadio Bazaly
Lo stadio Bazaly è uno stadio di Ostrava, in Repubblica Ceca. Lo stadio è stato inaugurato nel 1959. Ha una capacità di 17.372 persone.